# 邵卓堯
邵卓堯（英語：Andy Shiu Cheuk Yiu，1964年7月21日—）香港男演員，現為無綫電視基本藝人合約藝員。

## 生平
邵卓堯曾就讀鑽石山康樂英文中學（現名大埔神召會康樂中學）。他十九歲時投考無綫電視第2期藝員進修班，同期有郭政鴻、歐瑞偉，並在二十一歲時當上電影《小毛孩奪寶奇緣》男主角，但後來投身地產行業，惟1989年地產市道不好而加入無綫。他多年來曾演過不少角色，如近年較著名的有2010年殘障露宿殺手「方耀俊」（《刑警》）、2011年鑽石劫匪「莫浩良」（《法證先鋒III》）及2012年強姦犯「陳成」（《天梯》）等。
2006年，邵卓堯在紅磡忠孝街與迦密村街交界襲擊一名司機而被控一項襲擊罪名，但最後獲判無罪。2016年，他於該台綜藝節目《Sunday好戲王》中獲頒「另類好戲王 - 壞蛋王」以表揚其演技及對相關範疇的貢獻。

## 政治立場
邵卓堯亦有參與支持港版國安法的聯署。

## 軼聞
- 邵卓堯的英文名本來是William，他後來改為Andy因他覺得這較好聽。

## 演出作品

### 電視劇（無綫電視）
1991年
- 怒劍嘯狂沙 飾

1992年
- 大時代 飾 富（第33集）

1993年
- 大頭綠衣鬥殭屍 飾 寶國安（殭屍）
- 金牙大狀
- 少年五虎

1994年
- 射鵰英雄傳之南帝北丐 飾 土川
- 孤星劍 飾 仇虎
- 笑看風雲 飾 律師（第40集）
- 金毛獅王
- 廉政行動1994
- 獨臂刀客

1996年
- 聊齋 飾 巴利、左將軍、一枝梅（衙差）
- 殭屍福星

1997年
- 狀王宋世傑 飾 小虹丈夫
- 壹號皇庭V 飾 鮑偉忠
- 天龍八部 飾 游駒

1998年
- 西遊記(貳) 飾 四大天王
- 鹿鼎記 飾 瑞　棟

1999年
- 布袋和尚 飾 王百萬
- 洗冤錄 飾 潘偉（第10集）
- 創世紀 飾 霍氏職員（第3集）

2000年
- 碧血劍 飾 太白三英

2001年
- 美味情緣 飾 百里鮮離職員工

2002年
- 洛神 飾 王信（第2、10-11、16集）
- 無頭東宮 飾 打鐵匠、飯館掌櫃
- 騎呢大狀 飾 村　民
- 烈火雄心II 飾 牛（第2集）
- 戇夫成龍 飾 大　夫

2003年
- 洗冤錄II 飾 隨從（第5集）、標（第18-22集）
- 十萬噸情緣 飾 師傅（第14集）
- 金牌冰人 飾 小偷
- 律政新人王 飾 楊　生
- 美麗在望 飾 鄔聚裘
- 衛斯理 飾 僕　人
- 衝上雲霄 飾 Jay（機師）（第6、9、15、20-22、29、31、34-35集）

2003-2005年
- 皆大歡喜 飾 阿良（第15集）、Ben（第33-34集）、馮敬（第141-142集）、部長（第148集）、昌（第163集）、男人（第166集）、 賊仔（第190集）、檔主（第201集）、豬肉姜（第242-243集）、掃街佬（第251集）、小童父（第271集）、古惑仔（第276集）、賊（第286集）、樂師（第348集）、老闆（第359集）、茶客（第377集）、伙記（第384集）、主持（第390集）、丈夫（第397集）、藝員（第414集）、花檔老闆（第432集）

2004年
- 怪俠一枝梅 飾 麵檔老闆
- 烽火奇遇結良緣 飾 樵　夫
- 無名天使3D 飾 北韓人
- 金枝慾孽 飾 劉管家
- 楚漢驕雄 飾 虞子期

2005年
- 我師傅係黃飛鴻 飾 茶客
- 甜孫爺爺 飾 全
- 御用閒人 飾 酒客
- 學警雄心 飾 Nicole
- 老婆大人 飾 皮蛋老闆
- 情迷黑森林 飾 翼偉
- 奪命真夫 飾 吳醫生
- 我的野蠻奶奶 飾 假和尚
- 酒店風雲 飾 豬頭
- 阿旺新傳 飾 魚檔老闆
- 佛山贊師父 飾 阿蝦
- 識法代言人 飾 阿泉

2006年
- 心慌·心郁·逐個捉 飾 街坊乙
- 樓住有情人 飾 文 哥
- 施公奇案 飾 縣　民
- 人生馬戲團 飾 龔二虎
- 火舞黃沙 飾 順　安
- 男人之苦 飾 張文堅
- 法證先鋒 飾 車廠老闆
- 愛情全保 飾 看　場
- 鳳凰四重奏 飾 煤礦工、評　審
- 滙通天下 飾 渠大掌櫃
- 東方之珠 飾 Mr.S（魔術師）

2007年
- 突圍行動 飾 阿　炳
- 蕭十一郎 飾 菊
- 十兄弟 飾 包子販
- 迎妻接福 飾 金魚佬
- 同事三分親 飾 石老闆
- 溏心風暴 飾 陸經理
- 天機算 飾 賭場荷官
- 師奶兵團 飾 討債人
- 學警出更 飾 PTU高級督察
- 強劍 飾 歐陽刀（神鞭門）
- 歲月風雲 飾 張先生
- 爸爸閉翳 飾 出口店老闆
- 舞動全城 飾 喜洋洋高層
- 奸人堅 飾 華、王老二
- 通天幹探 飾　大　傻
- 鐵咀銀牙 飾 嫖　客
- 兩妻時代 飾 裝修工人

2008年
- 野蠻奶奶大戰戈師奶 飾 CID
- 秀才愛上兵 飾 祝一山
- 古靈精探 飾 綁樹黨
- 金石良緣 飾 茶餐廳職員
- 原來愛上賊 飾 茶餐廳職員
- 法證先鋒II 飾 廖先生
- 師奶股神 飾 施　文
- 當狗愛上貓
- 溏心風暴之家好月圓 飾 阿　球
- 尖子攻略
- 少年四大名捕 飾 幫　主
- 與敵同行
- 畢打自己人 飾 店　員
- 珠光寶氣 (電視劇)
- 東山飄雨西關晴
- Click入黃金屋 飾 口水昌

2009年
- 學警狙擊
- 幕後大老爺
- 巾幗梟雄
- 老婆大人II
- ID精英
- 碧血鹽梟
- 烈火雄心3
- 絕代商驕
- 古靈精探B
- 蔡鍔與小鳳仙
- 富貴門
- 巴不得爸爸...
- 美麗高解像 飾 電視台高層
- 老友狗狗 飾 爆炸

2010年
- 畢打自己人 飾 張師傅（第315集）
- 五味人生 飾
- 老公萬歲 飾 裝修工人
- 秋香怒點唐伯虎 飾 南對王
- 鐵馬尋橋 飾 廷叔
- 搜下留情 飾 老闆
- 飛女正傳 飾 堅
- 掌上明珠 飾 魯老闆
- 談情說案 飾 周柏南
- 施公奇案II 飾 漁民
- 情越雙白線 飾 旅遊巴司機
- 女人最痛 飾 光哥
- 公主嫁到
- 翻叮一族
- 讀心神探
- 巾幗梟雄之義海豪情 飾 東泰門生
- 刑警 飾 方耀俊
- 依家有喜
- 誘情轉駁
- 居家兵團

2011年
- 仁心解碼 飾 尹光炳
- 隔離七日情
- 你們我們他們
- Only You 只有您
- 女拳
- 布衣神相 飾 蘇立風
- 誰家灶頭無煙火
- 七號差館 (電視劇)
- 洪武三十二
- 點解阿Sir係阿Sir
- 花花世界花家姐
- 怒火街頭
- 團圓 (香港電視劇)
- 真相 (無綫電視劇)
- 紫禁驚雷
- 潛行狙擊
- 蓋世孖寶 飾 食客
- 九江十二坊
- 不速之約
- 法證先鋒III
- 結·分@謊情式
- 我的如意狼君

2012年
- 缺宅男女
- On Call 36小時
- 東西宮略
- 盛世仁傑
- 耀舞長安
- 愛·回家 (第一輯)
- 心戰 (電視劇)
- 飛虎 (電視劇)
- 護花危情
- 回到三國
- 怒火街頭2
- 造王者 (電視劇)
- 天梯
- 雷霆掃毒
- 大太監
- 我外母唔係人
- 法網狙擊

2013年
- 談談情·練練武
- 女警愛作戰
- 仁心解碼II
- 神探高倫布
- 金枝慾孽貳
- 千謊百計 飾 司機
- 師父·明白了
- 情逆三世緣
- 上海傳奇
- 神鎗狙擊
- 巨輪
- 法外風雲

2014年
- 新抱喜相逢
- 叛逃 (電視劇) 飾 何Sir
- 廉政行動2014
- 寒山潛龍 飾 綺香樓老闆
- 我們的天空
- 載得有情人
- 老表，你好hea！ 飾 邵卓堯
- 名門暗戰
- 醋娘子
- 八卦神探
- 宦海奇官

2015年
- 四個女仔三個BAR
- 衝線
- 愛·回家 (第二輯)
- 樓奴 (電視劇)
- 陪著你走
- 收規華
- 張保仔
- 無雙譜
- 東坡家事
- 枭雄
- 實習天使
- 刀下留人

2016年
- 鐵馬戰車
- 公公出宮
- 警犬巴打
- 潮流教主
- 末代御醫
- 愛·回家之八時入席
- 殭
- 純熟意外
- 超能老豆
- 城寨英雄
- 巨輪II
- 幕後玩家
- 巾帼枭雄之谍血长天

2017年
- 味想天開
- 財神駕到
- 愛·回家之開心速遞
- 與諜同謀
- 心理追兇 Mind_Hunter
- 不懂撒嬌的女人
- 賭城群英會
- 同盟
- 老表，畢業喇！
- 降魔的
- 誇世代
- 性在有情
- 溏心風暴3

2018年
- 翻生武林
- 果欄中的江湖大嫂
- 棟仁的時光
- 逆緣
- 宮心計2深宮計
- 天命
- 是咁的，法官閣下
- 兄弟
- 救妻同學會
- 大帥哥

2019年
- 福爾摩師奶
- 鐵探
- 白色強人
- 十二傳說
- 她她她的少女時代
- 金宵大廈
- 解決師
- 牛下女高音

2020年
- 丫鬟大聯盟
- 黃金有罪
- 十八年後的終極告白
- 降魔的2.0
- 那些我愛過的人
- 殺手
- 迷網
- 反黑路人甲
- 過街英雄
- 木棘証人

2021年
- 陀槍師姐2021
- 失憶24小時
- 愛美麗狂想曲
- 伙記辦大事
- 逆天奇案
- 一笑渡凡間
- 寶寶大過天
- 七公主
- 把關者們
- 換命真相
- 十月初五的月光
- 拳王

2022年
- 鐵拳英雄
- 金宵大廈2
- 雙生陌生人
- 回歸光影頌: 母親的乒乓球
- 回歸光影頌: 曙光
- 回歸
- 白色強人II
- 美麗戰場
- 下流上車族
- 超能使者
- 輕·功
- 有種好男人

2023年
- 新四十二章
- 隱形戰隊
- 法言人
- 靈戲逼人
- 寵愛Pet Pet
- 新聞女王 飾 馬寶強
- 羅密歐與祝英台

2024年
- 巾幗梟雄之懸崖 飾 豹哥

2025年
- 富貴千團
- 痞子無間道 飾 發叔
- 奪命提示 飾 照
- 麻雀樂團 飾 炳權

### 電視節目（無綫電視）
2016年
- Sunday好戲王 第19集得獎者

### 電視電影（無綫電視）
2003年
- 血殺 飾 食　客
- 妒火線 飾 搶　匪
- 咫尺疑魂 飾 律　師
- 親子大綁架 飾 綁　匪
- 天降橫財心驚驚 飾 銀行經理

### 電影
1984年
- 我愛神仙遮

1986年
- 小毛孩奪寶奇緣

1991年
- 特技雙雄
- 情聖 飾 貴利王之兄手下

2012年
- 2012我愛HK喜上加囍 飾 市民

### 音樂錄像
2016年
- 鄭世豪《仍堅持》

### 廣告
2017年
- 人生遊戲「我要做老闆」（手機遊戲）

## 獎項
- 2016年：「另類好戲王 - 壞蛋王」

## 外部連結
- 邵卓堯在香港影庫上的簡介
- 邵卓堯–香港綠葉演員資料庫